# Gertrud Fridh
Gertrud Fridh (Göteborg, 1921. november 26. – Stockholm, 1984. október 11.) svéd színésznő.

## Élete és pályafutása
A göteborgi születésű Fridh a helyi városi színház színművészeti iskolájában tanult 1941 és 1944 között. A '40-es és '50-es években Göteborgban és Malmőben is több színháznál dolgozott. Kapcsolatba került Ingmar Bergmannal is, aki eleinte a színpadon rendezett neki, de később a filmvásznon a rendezőóriás olyan emlékezetesebb filmjeiben játszott, mint A nap vége (1957), Az ördög szeme (1960) vagy a Farkasok órája (1967).
1956 és 1978 között tagja volt Svédország nemzeti színtársulatának, a Királyi Drámai Színháznak, ahol olyan ünnepelt szerepeket játszott, mint a Szentivánéji álom (1956) Titániája, Euripidész Hippolytusszában (1965) Phaedra és August Strindberg Kísértetszonátájában (1973) a Múmia. Egyik legnagyobb elismerését Henrik Ibsen Hedda Gablerjével szerezte, aminek a legendás bemutatója 1964-ben volt Ingmar Bergman rendezésében. A sikeres produkciót 89 fellépés követte, később volt vendégelőadó Helsinkiben, Berlinben és Londonban. Annak ellenére, hogy számos svéd színésznő eljátszotta az évek alatt Hedda Gablert Svédországban, még mindig Gertrud Fridh tekinthető minden idők legnagyobb Heddájának.[forrás?]

## Fontosabb filmjei
- 1968 - Farkasok órája (Vargtimmen) - Corinne von Merkens
- 1964 - Valamennyi asszony (För att inte tala om alla dessa kvinnor) - Traviata
- 1960 - Az ördög szeme (Djävulens öga) - Renata
- 1958 - Arc (Ansiktet) - Ottilia Egerman
- 1957 - A nap vége - (Smultronstället) - Karin Borg
- 1947 - Hajó Indiába (Skepp till India land) - Sally

## Fordítás
- Ez a szócikk részben vagy egészben  a   Gertrud_Fridh című angol Wikipédia-szócikk fordításán alapul.  Az eredeti cikk szerkesztőit annak laptörténete sorolja fel. Ez a jelzés csupán a megfogalmazás eredetét és a szerzői jogokat jelzi, nem szolgál a cikkben szereplő információk forrásmegjelöléseként.